# Cavad
Cavad è un comune dell'Azerbaigian situato nel distretto di Sabirabad. Conta una popolazione di 3 151 abitanti.